# FlatOut
FlatOut (von englisch umgangssprachlich flatout ‚Vollgas‘) ist ein Rennspiel des finnischen Entwicklerstudios Bugbear. Es wurde Ende 2004 vom britischen Publisher Empire Interactive für die Plattformen Windows, PlayStation 2 und Xbox veröffentlicht.
FlatOut ist ein Stockcar-Spiel. Neben dem für Rennspiele üblichen schnellstmöglichen Befahren vorgegebener Strecken ist das Beschädigen der Umgebung und der gegnerischen Fahrzeuge ein zentraler Bestandteil des Spiels. Auf und neben den Strecken, die überwiegend in ländlichen Gebieten angesiedelt sind, befinden sich eine Vielzahl von zerstörbaren Objekten.
2006 erschien der Nachfolger FlatOut 2.

## Spielprinzip

### Allgemein
Der Spieler übernimmt die Rolle eines Rennfahrers. Das Spiel kann in allen bei Rennspielen gebräuchlichen Spielmodi gespielt werden. Es sind sechzehn verschiedene Fahrzeuge wählbar, welche alle über einen Hinterradantrieb verfügen. Gefahren wird ausschließlich auf fiktiven Kursen, welche unter anderem eine im Umbau befindliche Rennstrecke, eine Kleinstadt mit Bauernhöfen ringsum sowie eine stillgelegte Kiesgrube umfassen. Das Fahrgefühl der Fahrzeuge selbst ist durchaus realistisch.
FlatOut hebt sich von anderen Rennspielen dadurch ab, dass es – ähnlich wie Destruction Derby – Unfällen im Rennen eine besondere Rolle zuweist. Durch eine spezielle Physikengine werden für sämtliche Fahrzeuge und Streckenrandobjekte entstehende Schäden realistisch simuliert.
Durch das umfassend simulierte Schadensmodell lassen sich Fahrzeuge und Umwelt zerstören. Dies erhöht gleichzeitig die sogenannte Flatout-Anzeige. Ist diese gefüllt, kann man einen Nitro-Boost aktivieren, welcher einen Geschwindigkeitsvorteil zur Folge hat. Auch die Fahrerfigur ist physikalischen Gesetzen unterworfen, welche durch eine Ragdoll-Simulation ermittelt werden. Dies ermöglicht Minispiele, die unter anderem zum Ziel haben, den Fahrer aus dem Fahrzeug eine bestimmte Strecke weit bzw. hoch oder auf Ziele zu schleudern.
In der deutschen Version sitzt ein Crashtest-Dummy anstatt des Fahrers im Auto. Die Uncut-Version, in der nach wie vor menschliche Fahrer enthalten sind, ist erst ab 18 Jahren erhältlich.

### Rennmodi
Der Spieler hat die Möglichkeit, im Singleplayer den Karrieremodus, ein schnelles Rennen oder ein Zeitrennen zu starten. Zudem ist ein Hot-Seat-Modus, mit dem man abwechselnd an einem Rechner die verschiedenen Minispiele absolvieren kann, integriert. Ebenfalls besteht die Möglichkeit, ein Multiplayer-Spiel im lokalen Netzwerk zu starten.
Bei Zeitrennen gilt es, die vorgegebene Rundenanzahl in der schnellstmöglichen Zeit zu absolvieren. Hierbei sind ebenfalls alle sechzehn Fahrzeuge und nur die ersten drei Strecken sowie alle im Karrieremodus bereits freigeschalteten Strecken wählbar.
Die Stunts sind eine Neuheit im Rennspiel-Genre. Der Spieler startet in einem Stadion, beschleunigt sein Fahrzeug und schleudert schließlich die Spielfigur aus dem Auto heraus, um ein entsprechendes Ziel zu treffen bzw. um eine bestimmte Weite oder Höhe zu erreichen.
Im Modus Schnelle Rennen tritt man jeweils gegen sieben Computergegner an und kann hierbei unter allen sechzehn Fahrzeugen wählen, es stehen jedoch nur die ersten drei Strecken der Bronze-Klasse sowie alle im Karrieremodus bereits freigeschalteten Strecken zur Verfügung.

### Karrieremodus
Zunächst muss sich der Spieler eines von fünf verfügbaren Fahrzeug-Modellen aussuchen, welche sich in Gewicht und Leistung unterscheiden. Gestartet wird in der Bronze-Klasse mit drei freigeschalteten Strecken. Bei einer Platzierung unter den ersten Drei können hierbei nachfolgende Strecken freigeschaltet werden. Wurde man in allen Rennen der Klasse mindestens Dritter, steigt man in die Silber-Klasse, später in die Gold-Klasse auf, in denen dann jeweils bessere Fahrzeuge und Ausbauklassen zur Verfügung stehen. Jedes erfolgreich absolvierte Rennen kann später beliebig oft wiederholt werden, um bessere Platzierungen und zusätzliche Preisgelder einzufahren. Je nach Platzierung erhält der Spieler nach dem Rennen ein Preisgeld und einen Rammbonus für das Zerstören von Streckenobjekten. Von diesem Geld kann er leistungsstärkere Wagen kaufen und verschiedene Teile des Wagens in mehreren Stufen austauschen um das Fahrverhalten bzw. die Leistung des Fahrzeugs zu verbessern.
Im Karrieremodus stehen zusätzlich die Minispiele und Bonusstrecken zur Verfügung, deren erfolgreiche Absolvierung dem Spieler zusätzliche Preisgelder einbringen.

### Strecken
Es gibt 36 verschiedene Rennstrecken, aufgeteilt auf fünf verschiedene Streckentypen:
- Rennen (6 Strecken)
- Wald (9 Strecken)
- Baustelle (9 Strecken)
- Eis (6 Strecken)
- Stadt (6 Strecken)

Zusätzlich gibt es im Bonus-Bereich drei Demolition Arenas, bei denen analog zu Destruction Derby das Ziel besteht, alle anderen Fahrzeuge zu zerstören. Ebenfalls sind noch drei Bonusstrecken enthalten. Dabei handelt es sich um einen 8-förmigen Kurs, einen Rundkurs sowie um eine sogenannte „Crash Alley“ (eine Gerade mit zwei Linkskurven am Ende).

## Soundtrack
Der Soundtrack des Spieles beinhaltete vor allem Lieder aus dem Rock-, Metal- und Indie-Bereich. Vor Veröffentlichung des Spieles veranstaltete der Publisher Empire Interactive zusammen mit der Musik-Website overplay.com einen Wettbewerb, bei dem Lieder von Gruppen ohne Plattenvertrag gesucht wurden. Die Gewinner des Wettbewerbs, deren Lieder in den Soundtrack aufgenommen wurden, waren die Bands No Connection, Central Supply Chain, Sixer, Adrenaline und Circa:.
Der vollständige Soundtrack umfasste die folgenden Lieder:
- Adrenaline – Adrenaline, Dead Inside
- Agent Blue – Something Else
- Amplifire – Drown Together, Perfect Goodbyes, Heartless
- Central Supply Chain – Flatout, Are You Ready?, The Ever Lasting
- Circa: – Alive!
- Deponeye – Anger Management 101, Tick Tock
- Full Diesel – No Man’s Land, King of Defeat
- Kid Symphony – Hands on the Money
- LAB – Beat the Boys
- No Connection – Burnin, Living American, Love to Hate to Love
- Sixer – The Race
- Splatterheads – Fish Biscuit
- Subroc – Close the Windows
- The April Tears – Little Baby is Coming
- The Hiss – Back on the Radio
- The Killer Barbies – Down The Street, Baby With Two Heads
- Tokyo Dragons – Teenage Screamers
- Whitmore – Nine Bar Blues

## Rezeption

### Bewertung in Spielemagazinen
Aufgrund der neuartigen Thematik und der technisch guten Umsetzung erhielt FlatOut zahlreiche hervorragende Kritiken.
Ivan Sulic vom britischen Online-Magazin IGN lobt die Grafik. Besonders die Detailfülle der Renn-Umgebungen hebt sich von anderen Rennspielen ab. Die optische Präsentation im Bereich der Menüführung sei allerdings nur mittelmäßig und zeuge von Einfallslosigkeit. Weitere Kritik wird am Ton geübt. Während die Motorenklänge einigermaßen gut seien, sei der Soundtrack nur mäßig zusammengestellt. Das neuartige Spielprinzip bewertet Sulic als abwechslungsreich und herausfordernd, bezeichnet den Schwierigkeitsgrad aber als sehr hoch.
Alex Navarro vom Magazin GameSpot lobt das kreative Spielkonzept und die zahlreichen Spielmodi. Die Grafik bewertet er als außergewöhnlich gut, ebenso wie die Schadensmodelle. Kritik übt er an der künstlichen Intelligenz, die zwar sehr leistungsfähig aber auch sehr aggressiv fahre und unerfahrene Spieler dadurch abschrecke. Außerdem bemängelt er den Soundtrack des Spiels, der lediglich mittelmäßig sei.

### Verkaufszahlen
Wie auch schon Rally Trophy, das vorige Spiel der Entwickler, war auch FlatOut ein großer kommerzieller Erfolg. Die Homepage der Entwickler berichtet von weltweit über 600.000 verkauften Exemplaren des Spiels.

## Trivia
Nach erfolgreichem Absolvieren der Gold-Klasse sieht man im Abspannvideo der deutschen Version anstatt der extra im Spiel integrierten Crashtest-Dummys die ursprünglich vorgesehenen menschlichen Fahrer, wovon einer auch aus seinem Fahrzeug geschleudert wird.